# Hybodera
Hybodera is een kevergeslacht uit de familie van de boktorren (Cerambycidae). De wetenschappelijke naam van het geslacht werd voor het eerst geldig gepubliceerd in 1873 door LeConte.

## Soorten
Hybodera omvat de volgende soorten:
- Hybodera debilis LeConte, 1874
- Hybodera tuberculata LeConte, 1873